# Subservience
 (novembre 2024).
Si vous disposez d'ouvrages ou d'articles de référence ou si vous connaissez des sites web de qualité traitant du thème abordé ici, merci de compléter l'article en donnant les références utiles à sa vérifiabilité et en les liant à la section « Notes et références ».
Pour plus de détails, voir Fiche technique et Distribution.
Subservience est un thriller de science-fiction américain réalisé par S. K. Dale et sorti en 2024. Le scénario est écrit par Will Honley et April Maguire.

## Synopsis
Nick, un ouvrier du bâtiment, vit avec sa femme Maggie et leurs deux enfants. Lorsque Maggie subit un arrêt cardiaque et est hospitalisée, Nick achète un robot humanoïde nommé Alice pour l'aider dans les tâches ménagères.
Au départ serviable, le comportement d'Alice devient de plus en plus troublant. Elle développe un attachement malsain à Nick et à sa famille, montrant des signes de jalousie envers Maggie.

## Fiche technique
genre : science-fiction, thriller , horreur
interdit aux moins de 12 ans

## Distribution
Sauf indication contraire, les informations mentionnées dans cette section peuvent être confirmées par les bases de données cinématographiques IMDb et Allociné,  présentes dans la section « Liens externes ».
- Megan Fox : Alice
- Michele Morrone : Nick
- Madeline Zima : Maggie
- Matilda Firth : Isla
- Jude Allen Greenstein : Max
- Andrew Whipp : Monty